# Пежо тип 130
Пежо тип 130 (фр. Peugeot Type 130) је моторно возило произведено 1910. године од стране француског произвођача аутомобила Пежо у њиховој фабрици у Лилу. У тој години је произведено 85 јединица.
У тип 122 уграђен је четвороцилиндричан, четворотактни мотор запремине 4588 cm³ и снаге 22 КС, који је постављен напред и карданом повезан са задњим точковима (задња вуча).
Међуосовинско растојање је 325,1 цм, а размак точкова 145 цм. Облик каросерије је торпедо са местом за четири особе.